# King Baggot
William King Baggot (St. Louis, 7 novembre 1879 – Los Angeles, 11 luglio 1948) è stato un attore, regista e sceneggiatore statunitense, che ha firmato i suoi film anche con il nome di King Baggott.
Fu una delle stelle del cinema muto. Lavorò come attore, sceneggiatore e regista. Tra i suoi soprannomi, quello di King of the Movies, The Most Photographed Man in the World, The Man Whose Face Is As Familiar As The Man In The Moon.
Dal 1909, suo debutto sullo schermo con un film di Harry Solter per la IMP, fino al 1947, quando si ritirò dalle scene, Baggott partecipò come attore a 313 pellicole, ne firmò 45 come regista e 18 come soggettista o sceneggiatore.

## Biografia

### I primi anni
Nacque nel Missouri nel 1879 da William Baggot (1845–1909) e da Harriet M. "Hattie" King (1859–1933). Suo padre era arrivato dalla natia Irlanda negli Stati Uniti nel 1852, proveniente dalla contea di Limerick, diventando presto uno stimato agente immobiliare di St. Louis.

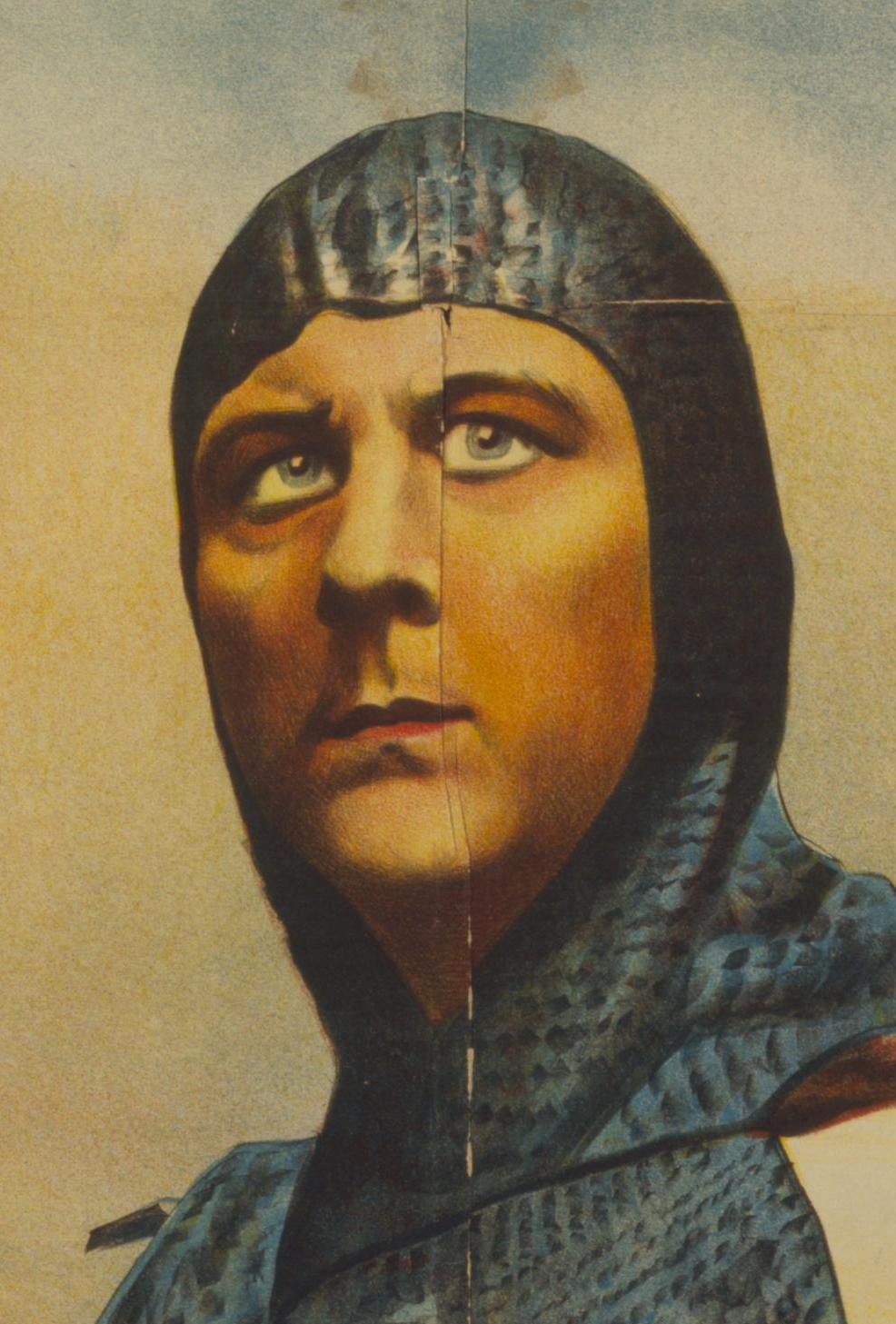
1913, King Baggot nei panni di Ivanhoe

Dopo essersi diplomato, nel 1894, King lascia il Missouri per trasferirsi a Chicago dove lavora per uno zio come impiegato. Nel 1899, ritorna a St. Louis: lì, si iscrive a una scuola cattolica, il Christian Brothers College. Entra a far parte della squadra di baseball e di calcio. King è un ottimo sportivo e arriva a diventare capitano della squadra di calcio. Gioca come semi-professionista e si distingue come attore nelle messe in scena teatrali della scuola, per passare ben presto a un altro gruppo teatrale di dilettanti, il Players Club of St. Louis. Per pagarsi la scuola, lavora come impiegato e vende i biglietti delle partite di baseball. Ma la recitazione lo coinvolge a tal punto che decide di darsi al professionismo.

### Carriera teatrale
Baggot inizia la sua carriera teatrale, recitando in una compagnia shakespeariana e girando in tournée per gli Stati Uniti. Viene messo sotto contratto dalla Liebler and Company, una delle più famose compagnie teatrali dell'epoca, lavorando anche per Shubert e Frohman. A New York, prende parte per cinque settimane a The Queen of the Highway. A St. Louis, nell'estate del 1909, Baggot recita a fianco di Marguerite Clark, diva del palcoscenico, in Peter Pan, il bambino che non voleva crescere, la celebre commedia di J. M. Barrie.

## Premi e riconoscimenti
Per il suo contributo all'industria cinematografica, a Baggot venne assegnata una stella sulla Hollywood Walk of Fame al 6312 di Hollywood Blvd.

## Filmografia
Di seguito sono elencati i film girati da King Baggot secondo la filmografia IMDb.
La filmografia è completa. Quando manca il nome del regista, questo non viene riportato nei titoli
1909 - 1910 - 1911 - 1912 - 1913 - 1914 - 1915 - 1916 - 1917 - 1918 - 1919 - 1920 - 1921 - 1926 - 1930 - 1931 - 1932 - 1933 - 1934 - 1935 - 1936 - 1937 - 1938 - 1939 - Anni 1940 - Film o documentari dove appare King Baggot - Regista - Sceneggiatore - Produttore

### Attore

#### 1909
- Love's Stratagem, regia di Harry Solter (1909)

- The Awakening of Bess, regia di Harry Solter (1909)

#### 1910
- The Winning Punch, regia di Harry Solter (1910)
- The Right of Love, regia di Harry Solter (1910)
- The Tide of Fortune, regia di Harry Solter (1910)
- Never Again, regia di Harry Solter (1910)
- The Coquette's Suitors, regia di Harry Solter (1910)
- Justice in the Far North, regia di Harry Solter (1910)
- The Blind Man's Tact, regia di Harry Solter (1910)
- Jane and the Stranger, regia di Harry Solter (1910)
- The Governor's Pardon, regia di Harry Solter (1910)
- Mother Love, regia di Harry Solter (1910)
- The Broken Oath, regia di Harry Solter (1910)
- The Time-Lock Safe, regia di Harry Solter (1910)
- His Sick Friend, regia di Harry Solter (1910)
- The Stage Note, regia di Harry Solter (1910)
- Transfusion, regia di Harry Solter (1910)
- The Miser's Daughter, regia di Harry Solter (1910)
- His Second Wife, regia di Harry Solter (1910)
- The Rosary, regia di Harry Solter (1910)
- The Maelstrom, regia di Harry Solter (1910)
- The New Shawl, regia di Harry Solter (1910)
- Two Men, regia di Harry Solter (1910)
- The Doctor's Perfidy, regia di Harry Solter (1910)
- The Eternal Triangle, regia di Harry Solter (1910)
- A Reno Romance, regia di Harry Solter (1910)
- A Discontented Woman, regia di Harry Solter (1910)
- A Self-Made Hero, regia di Harry Solter (1910)
- A Game for Two, regia di Harry Solter (1910)
- The Call of the Circus, regia di Harry Solter (1910)
- Old Heads and Young Hearts, regia di Harry Solter (1910)
- The Mistake, regia di Harry Solter (1910)
- Bear Ye One Another's Burdens, regia di Harry Solter (1910)
- The Irony of Fate, regia di Harry Solter (1910)
- Once Upon a Time, regia di Harry Solter (1910)
- Among the Roses, regia di Harry Solter (1910)
- The Taming of Jane, regia di Harry Solter (1910)
- The Widow, regia di Harry Solter (1910)
- Debt, regia di Harry Solter (1910)
- Pressed Roses, regia di Harry Solter (1910)
- All the World's a Stage, regia di Harry Solter (1910)
- The Count of Montebello, regia di Harry Solter (1910)
- The Double (1910)
- The Aspirations of Gerald and Percy (1910)
- Unreasonable Jealousy (1910)

#### 1911
- Science (1911)
- Phone 1707 Chester, regia di Joseph W. Smiley (1911)
- An Imaginary Elopement (1911)
- At the Duke's Command, regia di Thomas H. Ince (1911)
- The Mirror, regia di Thomas H. Ince (1911)
- Pictureland (1911)
- Tracked, regia di Thomas H. Ince (1911)
- The Secret of the Palm, regia di Joseph W. Smiley (1911)
- The Penniless Prince, regia di Thomas H. Ince (1911)
- Sweet Memories, regia di Thomas H. Ince (1911)
- The Lover's Signal, regia di Joseph W. Smiley (1911)
- Where There's Life, There's Hope, regia di Joseph W. Smiley (1911)
- The Scarlet Letter, regia di Joseph W. Smiley, George Loane Tucker (1911)
- Second Sight, regia di Thomas H. Ince, Joseph W. Smiley (1911)
- The Temptress, regia di Joseph W. Smiley (1911)
- The Fair Dentist, regia di Thomas H. Ince (1911)
- The Master and the Man, regia di Thomas H. Ince (1911)
- The Minor Chord, regia di Joseph W. Smiley (1911)
- Back to the Soil, regia di Thomas H. Ince (1911)
- The Piece of String, regia di Joseph W. Smiley (1911)
- In the Sultan's Garden, regia di William H. Clifford, Thomas H. Ince (1911)
- For the Queen's Honor, regia di Thomas H. Ince (1911)
- At a Quarter of Two, regia di Thomas H. Ince (1911)
- The Call of the Song, regia di Thomas H. Ince (1911)
- Dorothy's Family (1911)
- The Battle of the Wills (1911)
- The Haunted House, regia di William F. Haddock (1911)
- The Brothers, regia di Joseph W. Smiley (1911)
- By Registered Mail (1911)
- The Rose's Story, regia di Joseph W. Smiley e George Loane Tucker (1911)
- Through the Air, regia di Thomas H. Ince (1911)
- The Better Way, regia di Thomas H. Ince (1911)
- King, the Detective (1911)
- Waiting at the Church (1911)
- The Wife's Awakening (1911)
- Executive Clemency (1911)
- Over the Hills, regia di Joseph W. Smiley, George Loane Tucker (1911)
- Tony and the Stork, regia di Thomas H. Ince (1911)
- The Girl and the Half-Back (1911)
- A Lesson to Husbands (1911)

#### 1912
- The Trinity, regia di Thomas H. Ince (1912)
- The Winning Miss (1912)
- The Dawn of Conscience (1912)
- After Many Years (1912)
- The Kid and the Sleuth, regia di Thomas H. Ince (1912)
- The Power of Conscience, regia di King Baggot e William Robert Daly (1912)
- Through the Flames, regia di Thomas H. Ince (1912)
- The Tables Turned, regia di Thomas H. Ince (1912)
- A Modern Highwayman, regia di Otis Turner (1912)
- The Lie, regia di King Baggot e William Robert Daly (1912)
- The Immigrant's Violin, regia di Otis Turner (1912)
- Far from the Beaten Track, regia di Otis Turner (1912)
- Shamus O'Brien, regia di Otis Turner (1912)
- The Man from the West, regia di Otis Turner (1912)
- The Romance of an Old Maid, regia di Otis Turner (1912)
- Tempted But True, regia di Otis Turner (1912)
- The Loan Shark, regia di Otis Turner (1912)
- Lady Audley's Secret, regia di Herbert Brenon e Otis Turner (1912)
- A Cave Man Wooing, regia di Otis Turner (1912)
- The Peril, regia di Otis Turner (1912)
- Up Against It, regia di Otis Turner (1912)
- The Breakdown, regia di Otis Turner (1912)
- Let No Man Put Asunder, regia di Otis Turner (1912)
- The Schemers, regia di Otis Turner (1912)
- His Other Self, regia di King Baggot (1912)
- A Child's Influence (1912)
- Caught in a Flash, regia di Otis Turner (1912)
- Winning the Latonia Derby, regia di Otis Turner (1912)
- Blood Is Thicker Than Water (1912)
- In Old Tennessee, regia di Otis Turner (1912)
- The Castaway (1912)
- A Happy Family (1912)
- Human Hearts, regia di Otis Turner (1912)
- The Millionaire Cop (1912)
- The Parson and the Moonshiner, regia di James Kirkwood (1912)
- The Bridal Room, regia di William Robert Daly (1912)
- King the Detective and the Smugglers (1912)
- John Sterling, Alderman, regia di James Kirkwood (1912)
- A Strange Case (1912)
- Officer One Seven Four, regia di George Loane Tucker (1912)
- Mamma's Boy (1912)
- Through Shadowed Vales (1912)
- The World Weary Man (1912)

#### 1913
- The Bearer of Burdens, regia di George Loane Tucker (1913)
- She Slept Through It All (1913)
- Gold Is Not All, regia di Wilfred Lucas (1913)
- Dr. Bunion (1913)
- King Danforth Retires (1913)
- Dr. Jekyll and Mr. Hyde, regia di Herbert Brenon (1913)
- To Reno and Back
- The Wanderer (1913)
- The Leader of His Flock, regia di Herbert Brenon (1913)
- The Rise of Officer 174 (1913)
- The Heart That Sees (1913)
- The Comedian's Mask, regia di Herbert Brenon (1913)
- The Old Melody, regia di Harold M. Shaw (1913)
- The Stranger (1913)
- Ivanhoe, regia di Herbert Brenon (1913)
- The Anarchist, regia di Herbert Brenon (1913)
- The Child Stealers of Paris, regia di Herbert Brenon (1913)
- Love vs. Law (1913)
- The Return of Tony, regia di King Baggot (1913)
- Mr. and Mrs. Innocence Abroad, regia di King Baggot (1913)
- The Actor's Christmas (1913)
- King the Detective in the Jarvis Case, regia di King Baggot (1913)

#### 1914
- The Old Guard (1914)
- The Militant, regia di William Robert Daly (1914)
- Absinthe, regia di Herbert Brenon e George Edwardes-Hall (1914)
- King the Detective in Formula 879, regia di King Baggot (1914)
- The Box Couch (1914)
- The Touch of a Child (1914)
- The Flaming Diagram (1914)
- King the Detective in the Marine Mystery, regia di King Baggot (1914)
- The Blood Test, regia di King Baggot (1914)
- The Baited Trap (1914)
- Notoriety (1914)
- A Mexican Warrior (1914)
- Across the Atlantic, regia di Herbert Brenon (1914)
- One Best Bet (1914)
- Jim Webb, Senator, regia di King Baggot (1914)
- The Silent Valley, regia di King Baggot (1914)
- The Man Who Was Misunderstood, regia di King Baggot (1914)
- Shadows, regia di George Edwardes-Hall (1914)
- The Turn of the Tide, regia di George Lessey (1914)
- The Treasure Train, regia di George Lessey (1914)
- Human Hearts, regia di King Baggot (1914)
- The Mill Stream, regia di George Lessey (1914)

#### 1915
- Three Times and Out (1915)
- The Millionaire Engineer, regia di George Lessey (1915)
- The Story the Silk Hats Told, regia di George Lessey (1915)
- An Oriental Romance, regia di George Lessey (1915)
- Pressing His Suit, regia di George Lessey (1915)
- The Five Pound Note, regia di George Lessey (1915)
- One Night, regia di George Lessey (1915)
- The City of Terrible Night, regia di George Lessey (1915)
- The Streets of Make Believe, regia di George Lessey (1915)
- At the Banquet Table, regia di George Lessey (1915)
- Tony, regia di George Lessey (1915)
- The Corsican Brothers, regia di George Lessey (1915)
- Fifty-Fifty, regia di George Lessey (1915)
- A Life in the Balance, regia di George Lessey (1915)
- A Strange Disappearance, regia di George Lessey (1915)
- The Riddle of the Silk Stockings, regia di George Lessey (1915)
- Mismated, regia di George Lessey (1915)
- The Marble Heart, regia di George Lessey (1915)
- His New Automobile, regia di George Lessey (1915)
- The New Jitney in Town, regia di George Lessey (1915)
- The Only Child, regia di George Lessey (1915)
- Crime's Triangle, regia di King Baggot (1915)
- The Suburban, regia di George Lessey (1915)
- His Home Coming, regia di George Lessey (1915)
- An All Around Mistake, regia di George Lessey (1915)
- The Reward, regia di Henry MacRae - cortometraggio (1915)
- Man or Money?, regia di Henry MacRae (1915)
- Almost a Papa, regia di Henry MacRae (1915)

#### 1916
- The Law of Life, regia di Henry MacRae (1916)
- The Law of Life, regia di Henry MacRae (1916)
- The Soul Man, regia di Henry MacRae (1916)
- The Hoax House , regia di Henry MacRae (1916)
- Patterson of the News, regia di Henry MacRae (1916)
- The Haunted Bell, regia di Henry Otto (1916)
- Won with a Make-Up, regia di Henry Otto (1916)
- Half a Rogue, regia di Henry Otto (1916)
- Jim Slocum No. 46393, regia di Robert Cummings (1916)
- The Man from Nowhere, regia di Henry Otto (1916)
- The Man Across the Street, regia di Henry Otto (1916)
- The Captain of the Typhoon, regia di Henry MacRae (1916)
- The Silent Stranger, regia di King Baggot (1916)
- The Chance Market, regia di King Baggot (1916)
- The Lie Sublime, regia di King Baggot e Henry Otto (1916)
- Are You an Elk?, regia di Henry MacRae (1916)
- The Voice Upstairs, regia di Herbert Brenon (1916)

#### 1917
- The Boonton Affair, regia di King Baggot (1917)
- Undoing Evil (1917)

#### 1918
- Mission of the War Chest, regia di Leopold Wharton e Theodore Wharton (1918)
- I'll Fix It, regia di King Baggot (1918)
- The Eagle's Eye, regia di George Lessey, Wellington A. Playter, Leopold Wharton e Theodore Wharton (1918)
- Kildare of Storm, regia di Harry L. Franklin (1918)
- Building for Democracy (1918)

#### 1919
- The Man Who Stayed at Home, regia di Herbert Blaché (1919)
- The Hawk's Trail, regia di W. S. Van Dyke - serial cinematografico (1919)

#### 1920
- The Thirtieth Piece of Silver, regia di George L. Cox (1920)
- The Cheater, regia di Henry Otto (1920)
- Life's Twist, regia di Christy Cabanne (1920)
- The Dwelling Place of Light, regia di Jack Conway (1920)
- The Forbidden Thing, regia di Allan Dwan (1920)

#### 1921
- Snowy Baker (1921)
- The Girl in the Taxi, regia di Lloyd Ingraham (1921)
- The Butterfly Girl, regia di John Gorman (1921)
- The Shadow of Lightning Ridge, regia di Wilfred Lucas (1921)

#### 1923
- The Thrill Chaser, regia di Edward Sedgwick (1923)

#### 1926
- Lovey Mary, regia di King Baggot (1926)

#### 1930
- Czar of Broadway, regia di William James Craft (1930)
- Once a Gentleman, regia di James Cruze (1930)

#### 1931
- The Bad Sister, regia di Hobart Henley (1931)
- Onore di fantino (Sweepstakes), regia di Albert S. Rogell (1931)
- Graft, regia di Christy Cabanne (1931)
- Scareheads, regia di Noel M. Smith (1931)

#### 1932
- Girl of the Rio, regia di Herbert Brenon (1932)
- Police Court, regia di Louis King (1932)
- A che prezzo Hollywood? (What Price Hollywood?), regia di George Cukor (1932)
- Hello Trouble, regia di Lambert Hillyer (1932)
- The Big Flash, regia di Arvid E. Gillstrom (1932)
- Afraid to Talk, regia di Edward L. Cahn (1932)
- Bacio mortale (The Death Kiss), regia di Edwin L. Marin (1932)

#### 1933
- Skyway, regia di Lewis D. Collins (1933)
- Amai una donna (I Loved a Woman), regia di Alfred E. Green (1933)
- Solo una notte (Only Yesterday), regia di John M. Stahl (1933)

#### 1934
- Beloved, regia di Victor Schertzinger (1934)
- The Black Cat, regia di Edgar G. Ulmer (1934)
- The Love Captive, regia di Max Marcin (1934)
- The Red Rider, regia di Lew Landers (1934)
- Romance in the Rain, regia di Stuart Walker (1934)
- Tailspin Tommy, regia di Lew Landers (1934)
- Cheating Cheaters, regia di Richard Thorpe (1934)
- Father Brown, Detective, regia di Edward Sedgwick (1934)
- I've Been Around, regia di Philip Cahn (1934)

#### 1935
- A Notorious Gentleman, regia di Edward Laemmle (1935)
- La vita notturna degli dei (Night Life of the Gods), regia di Lowell Sherman (1935)
- It Happened in New York, regia di Alan Crosland (1935)
- Mississippi, regia di A. Edward Sutherland e, non accreditato, Wesley Ruggles (1935)
- The Call of the Savage, regia di Lew Landers (1935)
- Chinatown Squad, regia di Murray Roth (1935)
- She Gets Her Man, regia di William Nigh (1935)
- È scomparsa una donna (Three Kids and a Queen), regia di Edward Ludwig (1935)
- Una notte all'opera (A Night at the Opera), regia di Sam Wood e, non accreditato, Edmund Goulding (1935)

#### 1936
- The Adventures of Frank Merriwell, regia di Clifford Smith e Lew Landers (non accreditato) (1936)
- We Went to College, regia di Joseph Santley (1936)
- San Francisco, regia di W.S. Van Dyke II (1936)
- La bambola del diavolo (The Devil-Doll), regia di Tod Browning (non accreditato) (1936)
- Sworn Enemy, regia di Edwin L. Marin (1936)
- Mad Holiday, regia di George B. Seitz (1936)

#### 1937
- Torture Money, regia di Harold S. Bucquet (1937)
- Parnell, regia di John M. Stahl (1937)
- It May Happen to You, regia di Harold S. Bucquet (1937)
- Un giorno alle corse (A Day at the Races), regia di Sam Wood (1937)
- I candelabri dello zar (The Emperor's Candlesticks), regia di George Fitzmaurice (1937)
- Follie di Broadway 1938 (Broadway Melody of 1938), regia di Roy Del Ruth (1937)
- A Night at the Movies, regia di Roy Rowland (1937)

#### 1938
- Snow Gets in Your Eyes, regia di Will Jason (1938)
- La città dei ragazzi (Boys Town), regia di (Norman Taurog) (1938)
- Opening Day, regia di Roy Rowland (1938)

#### 1939
- 6,000 Enemies, regia di George B. Seitz (1939)
- Dancing Co-Ed, regia di S. Sylvan Simon (1939)

#### Anni 1940
- Scandalo a Filadelfia (The Philadelphia Story), regia di George Cukor (1940)
- Vieni a vivere con me (Come Live with Me), regia di Clarence Brown (1941)
- Le fanciulle delle follie (Ziegfeld Girl), regia di Robert Z. Leonard, Busby Berkeley (1941)
- Il bazar delle follie (The Big Store), regia di Charles Reisner (1941)
- Se mi vuoi sposami (Honky Tonk), regia di Jack Conway (1941)
- Follia scatenata (Fingers at the Window), regia di Charles Lederer (1942)
- Rio Rita, regia di S. Sylvan Simon (1942)
- Avventura all'Avana (Her Cardboard Lover), regia di George Cukor (1942)
- Il postiglione del Nevada (Jackass Mail), regia di Norman Z. McLeod (1942)
- Tish, regia di S. Sylvan Simon (1942)
- Un americano a Eton (A Yank at Eton), regia di Norman Taurog (1942)
- A Stranger in Town, regia di Roy Rowland (1943)
- Il nemico ci ascolta (Air Raid Wardens), regia di Edward Sedgwick (1943)
- Swing Fever, regia di Tim Whelan (1943)
- L'avventuriero della città d'oro (Barbary Coast Gent), regia di Roy Del Ruth (1944)
- L'ora di New York (The Clock), regia di Vincente Minnelli e Fred Zinnemann (1945)
- Phantoms, Inc., regia di Harold Young (1945)
- Il sole spunta domani (Our Vines Have Tender Grapes), regia di Roy Rowland (1945)
- Gianni e Pinotto a Hollywood (Bud Abbott and Lou Costello in Hollywood), regia di S. Sylvan Simon (1945)
- Il postino suona sempre due volte (The Postman Always Rings Twice), regia di Tay Garnett (1946)
- Vacanze al Messico (Holiday in Mexico), regia di George Sidney (1946)
- In fondo al cuore (The Secret Heart), regia di Robert Z. Leonard (1946)
- Mio fratello parla con i cavalli (My Brother Talks to Horses), regia di Fred Zinnemann (1947)
- Merton of the Movies, regia di Robert Alton (1947)
- Good News, regia di Charles Walters (1947)

### Film o documentari dove appare King Baggot
- The Great Universal Mystery, regia di Allan Dwan - sé stesso (1914)
- The Universal Boy, regia di Frank Hall Crane - sé stesso (1914)
- His Own Story, regia di George Lessey (1916)
- The Thrill Chaser, regia di Edward Sedgwick (1923)
- Universal Horror, documentario tv di Kevin Brownlow - filmati d'archivio (1998)

### Regista
- The Power of Conscience, co-regia di William Robert Daly (1912)
- The Lie, co-regia di William Robert Daly (1912)
- His Other Self (1912)
- The Return of Tony (1913)
- Mr. and Mrs. Innocence Abroad (1913)
- King the Detective in the Jarvis Case (1913)
- King the Detective in Formula 879 (1914)
- King the Detective in the Marine Mystery (1914)
- The Blood Tes (1914)
- Jim Webb, Senato (1914)
- The Silent Valley (1914)
- The Man Who Was Misunderstood (1914)
- Human Hearts (1914)
- Crime's Triangle (1915)
- The Silent Stranger (1916)
- The Chance Market (1916)
- The Lie Sublime (1916)
- The Boonton Affair (1917)
- I'll Fix It(1918)
- Cheated Love (1921)
- Luring Lips (1921)
- Moonlight Follies (1921)
- Nobody's Fool (1921)
- Kissed (1922)
- Human Hearts (1922)
- The Kentucky Derby (1922)
- The Lavender Bath Lady (1922)
- La pitonessa (A Dangerous Game) (1922)
- The Love Letter (1923)
- Gossip (1923)
- The Town Scandal (1923)
- Crossed Wires (1923)
- L'orfanella di New York (The Darling of New York) (1923)
- Il sussurro della calunnia (The Whispered Name) (1924)
- The Gaiety Girl (1924)
- The Tornado (1924)
- Raffles (1925)
- The Home Maker (1925)
- Tumbleweeds (come King Baggott) (1925)
- Lovey Mary (1926)
- Perch of the Devil (1927)
- The Notorious Lady (1927)
- Down the Stretch (1927)
- The House of Scandal (1928)
- Romance of a Rogue (1928)

### Sceneggiatore
- The Rose's Story, regia di Joseph W. Smiley, George Loane Tucker (1911)
- The Breakdown, regia di Otis Turner (1912)
- In Old Tennessee, regia di Otis Turner (1912)
- John Sterling, Alderman, regia di James Kirkwood (1912)
- The Wizard of the Jungle, regia di Howard Shaw (1913)
- The Return of Tony, regia di King Baggot (1913)
- King the Detective in the Marine Mystery, regia di King Baggot (1914)
- Jim Webb, Senator, regia di King Baggot (1914)
- The New Jitney in Town, regia di George Lessey (1915)
- The Only Child, regia di George Lessey (1915)
- Crime's Triangle, regia di King Baggot (1915)
- The Chance Market, regia di King Baggot (1916)
- Are You an Elk?, regia di Henry MacRae (1916)
- The Boonton Affair, regia di King Baggot (1917)
- I'll Fix It, regia di King Baggot (1918)
- Crossed Wires, regia di King Baggot (1923)
- L'orfanella di New York (The Darling of New York), regia di King Baggot (1923)
- Sporting Chance, regia di Albert Herman (1931)

### Produttore
- Traffic in Souls (produttore esecutivo) (non accreditato), regia di George Loane Tucker (1913)
- The Home Maker, regia di King Baggot - produttore (1925)